# Matzen-Raggendorf
Matzen-Raggendorf là một thị trấn ở huyện Gänserndorf thuộc bang Niederösterreich nước Áo. Đô thị Matzen-Raggendorf có diện tích 35,59 km², dân số năm 2001 là 2583 người.